# لافينيا بيرن
لافينيا بيرن (بالإنجليزية: Lavinia Byrne)‏ هي راهبة بريطانية، ولدت في 1947.